# (1703) Barry
(1703) Barry es el asteroide número 1703, en el cinturón principal. Fue descubierto por el astrónomo Max Wolf desde el observatorio de Heidelberg, el 2 de septiembre de 1930. Su designación alternativa es 1930 RB. Está nombrado en honor del astrónomo alemán Roger Barry (1752-1813).